# AMD Athlon 64
L'AMD Athlon 64 és un processador de vuitena generació fabricat per AMD i presentat el 23 de setembre de 2003.; és el tercer processador que rep l'etiqueta Athlon i el successor directe de l'Athlon XP És el segon processador d'aquest fabricant (després de l'Opteron) a implementar l'arquitectura AMD64 i el primer processador de 64 bit dirigit al consumidor estàndard, a més de ser el principal competidor de l'Intel Pentium 4, especialment els "Prescott" i "Cedar Mill". És el primer K8 d'AMD per escriptori i ordinadors portàtils; tot i tenir suport natiu de 64 bits, l'arquitectura AMD64 és retrocompatible amb la x86 de 32 bits.
Els processadors Athlon 64 han estat fabricats per Socket 754, Socket 939, Socket 940 i Socket AM2.

## Història

Esquema de l'arquitectura K8

Els processadors de 64 bits d'AMD tenen el seu origen en els projectes Hammer o K8.
L'Athlon 64 va ser conegut sota nom de ClawHammer., i va ser referit d'aquesta manera tant a nivell intern com extern. El primer Athlon 64 FX va ser basat en el SledgeHammer (primer nucli d'Opteron) i tenia una arquitectura de 130 nm. Els primers models eren el FX-51, per Sòcol 940 i el 3200+ per Sòcol 754 Igual que l'Opteron, el Athlon FX-51 requeria "buffered RAM", element que provocava un increment del preu final. A la mateixa setmana en què apareixia el Athlon 64, Intel va presentar la versió Extreme Edition del Pentium 4, un processador pensat per competir amb el Athlon 64 FX. (rebatejat per alguns com l'"Emergency Edition"). Tot i l'acceptació que va recollir el model d'AMD, aquesta tenia problemes en la fabricació d'aquest xip que li van repercutir en les xifres d'Athlon 64 fabricats, dels 300.000 a poc més de 100.000 Tanmateix, en termes de rendiment era força competitiu respecte del model d'Intel, considerant-lo la revista PC World com "el més ràpid". Posteriorment AMD presentarà els "Newcastle", que incorporaven memòria cau L2.
El primer de juny de 2004 AMD presenta noves versions dels "ClawHammer" i "Newcastle" (els AMD Athlon 3500+ i 3800+ van ser els primers) per Sòcol 939, una versió modificada del Sòcol 940 que suprimia la necessitat de la "buffered RAM". També afegia dues novetats respecte del Sòcol 754: arquitectura de doble canal, dual-channel architecture, que doblava l'amplada de banda i la HyperTransport incrementada a 100 MHz. Aquest sòcol va ser ofert a les sèries FX amb el Athlon 64 FX-55. Al mateix temps, AMD va iniciar la venda dels "Winchester", que oferien una tecnologia de 90 nm.
Les versions dels nuclis "Venice" i "San Diego" van anar succeint a les anteriors revisions de processadors a partir de l'abril del 2005; el primer, per sòcols 939 i 754 oferia 512 kb de memòria cau. i el "San Diego", per sòcol 939, amb 1 Mb de memòria cau Tots dos eren fabricats amb tecnologia de 90 nm i oferien suport al set d'instruccions SSE3, una característica que ja l'havia inclòs el Intel Pentium 4 des de febrer de 2004. A més, AMD va posar a punt el controlador de memòria, millorant-ne el rendiment.

### Mobile Athlon 64
Aquesta gamma de processadors inclouen la tecnologia PowerNow! i estan pensats per equips portàtils.
L'actual gamma de processadors per equips portàtils són els Turion 64.

### Athlon 64 FX
Posicionat en el segment dels "gamers", l'Athlon 64 FX està pensat per als jugadors.; a diferència de l'Athlon 64, la majoria de processadors FX tenen els multiplicadors desbloquejats; a partir dels FX-60, els Athlon 64 FX adquireixen l'arquitectura de doble nucli, a part de tenir la velocitat de rellotge més alta de la gamma Athlon 64 A partir del FX-70 els FX suporten la plataforma AMD Quad FX, arquitectura de connexió directa de doble sòcol.

### Athlon 64 X2
Article principal: AMD Athlon 64 X2
No havia passat una setmana d'ençà de la presentació dels "Venice" i "San Diego" que, concretament el 21 d'abril de 2005, AMD va anunciar l'Athlon 64 X2, que començaria la seva comercialització a partir del 31 de maig del mateix any, amb 2 revisions de nuclis diferents a les del Athlon 64: "Manchester" i "Toledo", les quals, només es diferenciaven principalment per la mida de la memòria cau L2 i únicament per sòcol 939.
Com a resposta al model d'Intel, el Pentium D de doble nucli, el Athlon 64 X2 oferia un rendiment superior. L'Athlon 64 X2 va estar situat al segment "Prosumer & Digital Media", per sobre de l'Athlon 64 (segment "Mainstream") i Sempron (segment "Value"), però per sota de l'Athlon 64 FX (segment "Gaming").

### DDR2
Un dels punts més criticats per alguns comentaristes va ser la falta de suport a la memòria DDR2, una tecnologia que ja havia adoptat Intel. AMD havia argumentat que aquest tipus de memòria no havia presentat una millora en la latència CAS suficientment atractiva perquè el consumidor consideri adquirir-la. Finalment, amb la revisió "Orleans" (AMD Athlon 64) i "Windsor" (AMD Athlon 64 X2) s'afegeix el suport per tal memòria, a part de ser els primers per sòcol AM2; ambdós tenen una memòria cau L2 de 512 kb a 1 mb. El Athlon 64 FX-62 va ser també presentat pel sòcol AM2.; aquest sòcol té un consum energètic inferior als altres models i suporta la tecnoligia AMD virtualization

## Característiques

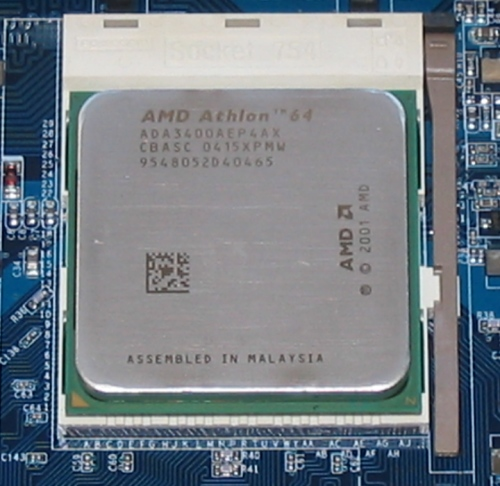
Processador Athlon 64 3400+

Existeixen 4 variants diferents: Athlon 64, Athlon 64 FX, Mobile Athlon 64 (posteriorment rebatejat amb el nom de "Turion 64") i l'Athlon X2. Els sets d'instruccions que incorporen són les MMX, 3DNow!, NX bit, "Enhanced Virus Protection" d'AMD, SSE, SSE2 i SSE3. A part d'incorporar la tecnologia AMD64, totes les variants d'Athlon 64 poden ser capaces d'iniciar en 16, 32 x86 i codi AM64 a través de 2 modes: "Legacy Mode", que pot iniciar de manera nativa programes de 16 i 32 bits, i "Long mode", per aplicacions de 64 bits, però també permet iniciar aplicacions de 32 bits dins d'un sistema operatiu de 64. Tots els Athlon 64 tenen una memòria cau L1 de 128 kb i, almenys, una memòria cau L2 de 512 kb.
L'Athlon 64 incorpora el controlador de memòria integrat en el xip, una característica que no s'havia vist en processadors x86 i que permet que funcioni a la mateixa velocitat de la CPU; paral·lelament, totes les peticions d'accés a la memòria principal, representa una reducció del temps de resposta (latency). Aquesta tecnologia ha estat citada sovint com un dels avantatges de l'arquitectura dels Athlon 64 respecte dels seus competidors. També implica la inexistència del FSB per la memòria del sistema. Al seu lloc, la velocitat del sistema s'obté utilitzant la fórmula ceiling function):
{\displaystyle {\frac {\mathrm {CPU~speed} }{\left\lceil {\frac {\mathrm {CPU~multiplier} }{\mathrm {DRAM~divider} }}\right\rceil }}=\mathrm {DRAM~speed} }
En resum, l'arquitectura dels Athlon 64 ofereix 2 busos des de la CPU: el primer és l'HT que va al northbridge, connectant la CPU al xipset i al bus de perifèrics (PCIe, AGP, PCI) i el segon és el de la memòria, el qual connecta el controlador de memòria amb els eslots de memòria (DDR o DDR2).
S'han augmentat les TLB (40 posicions en la memòria cau L1 i 512 posicions en la memòria cau L2 -2 cops més gran que en els Athlon XP). Aquest i d'altres elements com les instruccions SSE han contribuït a millorar les instruccions per rellotge respecte dels anteriors Athlon XP. Per no confondre l'usuari final, AMD ha decidit utilitzar el PR (performance rating), donant un valor que intenta assemblar-se al rendiment d'un Intel Pentium 4 en comptes d'especificar la velocitat de la CPU Per exemple, amb un Intel Pentium 4 a 3 GHz, l'equivalent d'AMD seria l'Athlon 64 3000+.
Una altra característica dels Athlon 64 és la tecnologia Cool'n'Quiet. Aquesta permet reduir la velocitat de la CPU per obtenir un menor consum i una reducció de l'escalfor generada per aquesta. Es tracta d'una característica similar a la SpeedStep d'Intel. Quan la càrrega d'aplicacions és lleugera, el processador redueix la seva velocitat i voltatge: dels 89W màxims fins als 32W TDP (una reducció de 800 Mhz) o 22W (una reducció d'1 GHz). L'Athlon 64 afegeix una característica que prevé que la CPU es danyi quan s'instal·lin o es desarmin sistemes de refrigeració; aquesta és la Integrated Heat Spreader (IHS).
Les No Execute bit (NX bit) són suportades per Microsoft Windows Vista, Windows XP Service Pack 2, Windows XP Professional x64, Windows Server 2003 x64 i Linux amb kernels 2.6.8 o superiors. Aquestes instruccions afegeixen protecció davant de "malicious buffer overflow"; també ofereix una protecció basada en nivells de permís que dificulta prendre el sistema a través de codi maligne "malicious code". La idea és fer la computació de 64 bits més segura.

## Sòcols
- Sòcol 754. Destinat als processadors Athlon 64 econòmics i arquitectura de canal simple de 64 bits.
- Sòcol 939. Destinat als processadors Athlon 64, Athlon 64 X2, processadors Athlon 64 FX, Opteron. Té una arquitectura de doble canal de 128 bits.
- Sòcol 940. Per processadors Opteron i Athlon 64 FX amb arquitectura de doble canal de 128 bits; requereix memòria DDR registrada.
- Sòcol AM2. Per processadors Athlon 64, Athlon 64 FX, Athlon 64 FX i Sempron, de 940 pins (no compatible amb el Sòcol 940). És el primer sòcol AMD a usar memòria DDR2 SDRAM.
- Sòcol F: De 1207 pins destinat a processadors AMD Opteron.
- Sòcol F (1207 FX): Per processadors Athlon 64 FX i Quad FX; també és compatible amb els Opteron sèrie 2200.[49]

El setembre de 2003, només estaven disponibles els sòcols 754 i 940. A partir del juny de 2004 va aparèixer el 939, deixant el 940 per servidors. Al maig de 2006 es presenta el sòcol AM2; al mateix any, en agost, es presenta el sòcol F; més tard, el novembre del 2006 presenta una versió específica del sòcol F, anomenat 1207 FX.

## Models d'Athlon 64 FX

### Sledgehammer (130 nm SOI)
- CPU-Stepping: C0, CG
- Memòria cau L1: 64 + 64 KiB (Data + Instructions)
- Memòria cau L2: 1024 KiB, fullspeed
- MMX, Extended 3DNow!, SSE, SSE2, AMD64
- Socket 940, 800 MHz HyperTransport (HT800)
- Requereix DDR-SDRAM registrada.
- VCore: 1.50/1.55 V
- Consum energètic (TDP): 89 Watt max
- Primera presentació: September 23, 2003
- Velocitat rellotge: 2200 MHz (FX-51, C0), 2400 MHz (FX-53, C0 and CG)

### Clawhammer (130 nm SOI)
- CPU-Stepping:  CG
- Memòria cau L1: 64 + 64 KiB (Data + Instructions)
- Memòria cau L2: 1024 KiB, fullspeed
- MMX, Extended 3DNow!, SSE, SSE2, AMD64
- Socket 939, 1000 MHz HyperTransport (HT1000)
- VCore: 1.50 V
- Consum energètic (TDP): 89 Watt (FX-55:104 Watt)
- Primera presentació: June 1, 2004
- Velocitat rellotge: 2400 MHz (FX-53), 2600 MHz (FX-55)

### San Diego (90 nm SOI)
- CPU-Stepping: E4, E6
- Memòria cau L1: 64 + 64 KiB (Data + Instructions)
- Memòria cau L2: 1024 KiB, fullspeed
- MMX, Extended 3DNow!, SSE, SSE2, SSE3, AMD64, Cool'n'Quiet, NX Bit
- Socket 939, 1000 MHz HyperTransport (HT1000)
- VCore: 1.35 V or 1.40 V
- Consum energètic (TDP): 104 Watt max
- Primera presentació: April 15, 2005
- Velocitat rellotge: 2600 MHz (FX-55), 2800 MHz (FX-57)

### Toledo (90 nm SOI)
Dual-core CPU
- CPU-Stepping: E6
- Memòria cau L1: 64 + 64 KiB (Data + Instructions), per core
- Memòria cau L2: 1024 KiB fullspeed, per core
- MMX, Extended 3DNow!, SSE, SSE2, SSE3, AMD64, Cool'n'Quiet, NX Bit
- Socket 939, 1000 MHz HyperTransport (HT1000)
- VCore: 1.30 V - 1.35 V
- Consum energètic (TDP): 110 Watt max
- Primera presentació: January 10, 2006
- Velocitat rellotge: 2600 MHz (FX-60)

### Windsor (90 nm SOI)
Dual-core CPU
- CPU-Stepping: F2, F3
- Memòria cau L1: 64 + 64 KiB (Data + Instructions), per core
- Memòria cau L2: 512 - 1024 KiB fullspeed, per core
- MMX, Extended 3DNow!, SSE, SSE2, SSE3, AMD64, Cool'n'Quiet, NX Bit, AMD Virtualization
- Socket AM2, 1000 MHz HyperTransport (HT1000)
- VCore: 1.30 V - 1.40 V
- Consum energètic (TDP): 125 Watt max
- Primera presentació: May 23, 2006
- Velocitat rellotge: 2000 - 3200 MHz (6400+)

### Windsor (90 nm SOI) - Quad FX platform
Article principal: Plataforma AMD Quad FX
Dual-core, dual CPUs (four cores total)
- CPU-Stepping: F3
- Memòria cau L1: 64 + 64 KiB (Data + Instructions), per core
- Memòria cau L2: 1024 KiB fullspeed, per core
- MMX, Extended 3DNow!, SSE, SSE2, SSE3, AMD64, Cool'n'Quiet, NX Bit, AMD Virtualization
- Socket F (1207 FX), 2000 MHz HyperTransport (HT2000)
- VCore: 1.35 V - 1.40 V
- Consum energètic (TDP): 125 Watt max per CPU
- Primera presentació: November 30, 2006
- Velocitat rellotge: 2600 MHz (FX-70), 2800 MHz (FX-72), 3000 MHz (FX-74)

## Models d'Athlon 64

### Clawhammer (130 nm SOI)
- CPU-Stepping: C0, CG
- Memòria cau L1: 64 + 64 KiB (Data + Instructions)
- Memòria cau L2: 1024 KiB, fullspeed
- MMX, Extended 3DNow!, SSE, SSE2, AMD64, Cool'n'Quiet, NX Bit (only CG)
- Socket 754, 800 MHz HyperTransport (HT800)
- Socket 939, 1000 MHz HyperTransport (HT1000)
- VCore: 1.50 V
- Consum energètic (TDP): 89 Watt max
- Primera presentació: September 23, 2003
- Velocitat rellotge: 2000–2600 MHz

### Newcastle (130 nm SOI)
Also possible: ClawHammer-512 (Clawhammer with partially disabled L2-Cache)
- CPU-Stepping: CG
- Memòria cau L1: 64 + 64 KiB (Data + Instructions)
- Memòria cau L2: 512 KiB, fullspeed
- MMX, Extended 3DNow!, SSE, SSE2, AMD64, Cool'n'Quiet, NX Bit
- Socket 754, 800 MHz HyperTransport (HT800)
- Socket 939, 1000 MHz HyperTransport (HT1000)
- VCore: 1.50 V
- Consum energètic (TDP): 89 Watt max
- Primera presentació: 2004
- Velocitat rellotge: 1800–2400 MHz

### Winchester (90 nm SOI)
- CPU-Stepping: D0
- Memòria cau L1: 64 + 64 KiB (Data + Instructions)
- Memòria cau L2: 512 KiB, fullspeed
- MMX, Extended 3DNow!, SSE, SSE2, AMD64, Cool'n'Quiet, NX Bit
- Socket 939, 1000 MHz HyperTransport (HT1000)
- VCore: 1.40 V
- Consum energètic (TDP): 67 Watt max
- Primera presentació: 2004
- Velocitat rellotge: 1800–2200 MHz

### Venice (90 nm SOI)
- CPU-Stepping: E3, E6
- Memòria cau L1: 64 + 64 KiB (Data + Instructions)
- Memòria cau L2: 512 KiB, fullspeed
- MMX, Extended 3DNow!, SSE, SSE2, SSE3, AMD64, Cool'n'Quiet, NX Bit
- Socket 754, 800 MHz HyperTransport (HT800)
- Socket 939, 1000 MHz HyperTransport (HT1000)
- VCore: 1.35 V or 1.40 V
- Consum energètic (TDP): 67 Watt max
- Primera presentació: April 4, 2005
- Velocitat rellotge: 1800–2400 MHz

### San Diego (90 nm SOI)
- CPU-Stepping: E4, E6
- Memòria cau L1: 64 + 64 KiB (Data + Instructions)
- Memòria cau L2: 1024 KiB, fullspeed
- MMX, Extended 3DNow!, SSE, SSE2, SSE3, AMD64, Cool'n'Quiet, NX Bit
- Socket 939, 1000 MHz HyperTransport (HT1000)
- VCore: 1.35 V or 1.40 V
- Consum energètic (TDP): 89 Watt max
- Primera presentació: April 15, 2005
- Velocitat rellotge: 2200–2600 MHz

### Orleans (90 nm SOI)
- CPU-Stepping: F2, F3
- Memòria cau L1: 64 + 64 KiB (Data + Instructions)
- Memòria cau L2: 512 KiB, fullspeed
- MMX, Extended 3DNow!, SSE, SSE2, SSE3, AMD64, Cool'n'Quiet, NX Bit, AMD Virtualization
- Socket AM2, 1000 MHz HyperTransport (HT1000)
- VCore: 1.25 V or 1.40 V
- Consum energètic (TDP): 62 Watt max
- Primera presentació: May 23, 2006
- Velocitat rellotge: 1800–2600 MHz

### Lima (65 nm SOI)
- CPU-Stepping: G1
- Memòria cau L1: 64 + 64 KiB (Data + Instructions)
- Memòria cau L2: 512 KiB, fullspeed
- MMX, Extended 3DNow!, SSE, SSE2, SSE3, AMD64, Cool'n'Quiet, NX Bit, AMD Virtualization
- Socket AM2, 1000 MHz HyperTransport (HT1000)
- VCore: 1.25/1.35/1.40V
- Consum energètic (TDP): 45 Watt max
- Primera presentació: February 20, 2007
- Velocitat rellotge: 2000–2400 MHz